# Lake Cecebe
Lake Cecebe är en sjö i Kanada.   Den ligger i Parry Sound District och provinsen Ontario, i den sydöstra delen av landet, 300 km väster om huvudstaden Ottawa. Lake Cecebe ligger 280 meter över havet. Arean är 6,5 kvadratkilometer. Den sträcker sig 3,8 kilometer i nord-sydlig riktning, och 5,3 kilometer i öst-västlig riktning.
I omgivningarna runt Lake Cecebe växer i huvudsak blandskog. Runt Lake Cecebe är det mycket glesbefolkat, med 3 invånare per kvadratkilometer.